# Margarida Saavedra
Margarida Maria de Moura Alves da Silva de Almeida Saavedra (Lisboa, 22 de outubro de 1952) é uma arquiteta portuguesa que, nas eleições de março de 2024, foi eleita deputada à XVI Legislatura da III República Portuguesa. Ela é um membro do Partido Social Democrata (PSD) e foi eleita para representar o círculo eleitoral de Lisboa.

## Carreira
Saavedra nasceu em 22 de outubro de 1952. Em 1979, obteve a qualificação universitária como arquiteta e ingressou na Câmara Municipal de Lisboa por concurso público. Ela funcionou com o conselho municipal sobre gestão urbana desde então e está integrada na Empresa Pública de Urbanização de Lisboa desde 2010. Enquanto ela era diretora de gestão urbana, ela disse que reduziu o número de casos de planejamento de 12.000 para nenhum em dois anos. Ela também escrevia regularmente artigos de opinião para o jornal Pública quando era ex-vereadora da Câmara Municipal de Lisboa.

## Carreira Política
Na eleição de 2024, o PSD formou uma aliança com dois partidos menores, conhecidos como Aliança Democrática (AD), depois da renúncia do primeiro-ministro António Costa devido a alegações de corrupção por parte de membros do seu governo do Partido Socialista (PS). Saavedra estava em oitavo lugar na lista de candidatos da AD para o distrito de Lisboa, e foi eleita quando o AD ganhou 13 dos 48 assentos disponíveis no distrito eleitoral. No parlamento, ela se tornou membro do Comitê de Economia, Obras Públicas e Habitação.

## Controvérsia
Em 18 de abril de 2024, um juiz solicitou o levantamento da imunidade parlamentar de Saavedra e de outros dois representantes do PSD, Luís Newton e Carlos Eduardo Reis, no âmbito do uma investigação sobre uma alegada conspiração por parte de deputados do PSD e do PS, a partir de 2016, para atribuição de lugares políticos nas freguesias e concelhos do distrito de Lisboa. Saavedra estava sob investigação por “fraude qualificada.” De acordo com a lei, os eleitos para o Parlamento não podem ser arguidos sem autorização da Assembleia da República, que é obrigatória quando há fortes indícios de cometimento de crime doloso que implique pena de prisão cujo limite máximo seja superior a 3 anos.